# Angel Tîlvăr
Angel Tîlvăr (ur. 11 lutego 1962 w Urechești) – rumuński polityk i nauczyciel, senator i deputowany, w latach 2014–2015 minister delegowany, w latach 2022–2025 minister obrony narodowej.

## Życiorys
W 1985 ukończył studia z zakresu języków obcych, w latach 1993–1995 kształcił się w SNSPA w Bukareszcie. W 2012 uzyskał doktorat z nauk humanistycznych na Uniwersytecie Aleksandra Jana Cuzy w Jassach. W latach 1985–2004 pracował jako nauczyciel.
Zaangażował się w działalność polityczną w ramach Partii Socjaldemokratycznej. W latach 2000–2004 był radnym okręgu Vrancea. W latach 2004–2008 wchodził w skład Senatu, następnie do 2020 przez trzy kadencje sprawował mandat posła do Izby Deputowanych. W wyniku wyborów w 2020 ponownie zasiadł w wyższej izbie rumuńskiego parlamentu. W 2024 po raz kolejny został wybrany do Izby Deputowanych.
Od grudnia 2014 do listopada 2015 zajmował stanowisko ministra delegowanego ds. diaspory w czwartym rządzie Victora Ponty. W październiku 2022 wszedł w skład gabinetu Nicolae Ciuki, obejmując w nim urząd ministra obrony narodowej. Utrzymywał tę funkcję także w utworzonym w czerwcu 2023 rządzie Marcela Ciolacu oraz w powołanym w grudniu 2024 jego drugim gabinecie. Urząd ten sprawował do czerwca 2025.

## Odznaczenia
- Krzyż Oficerski Orderu Zasługi Rzeczypospolitej Polskiej (Polska, 2025)[9]